# Bolesław II mazowiecki

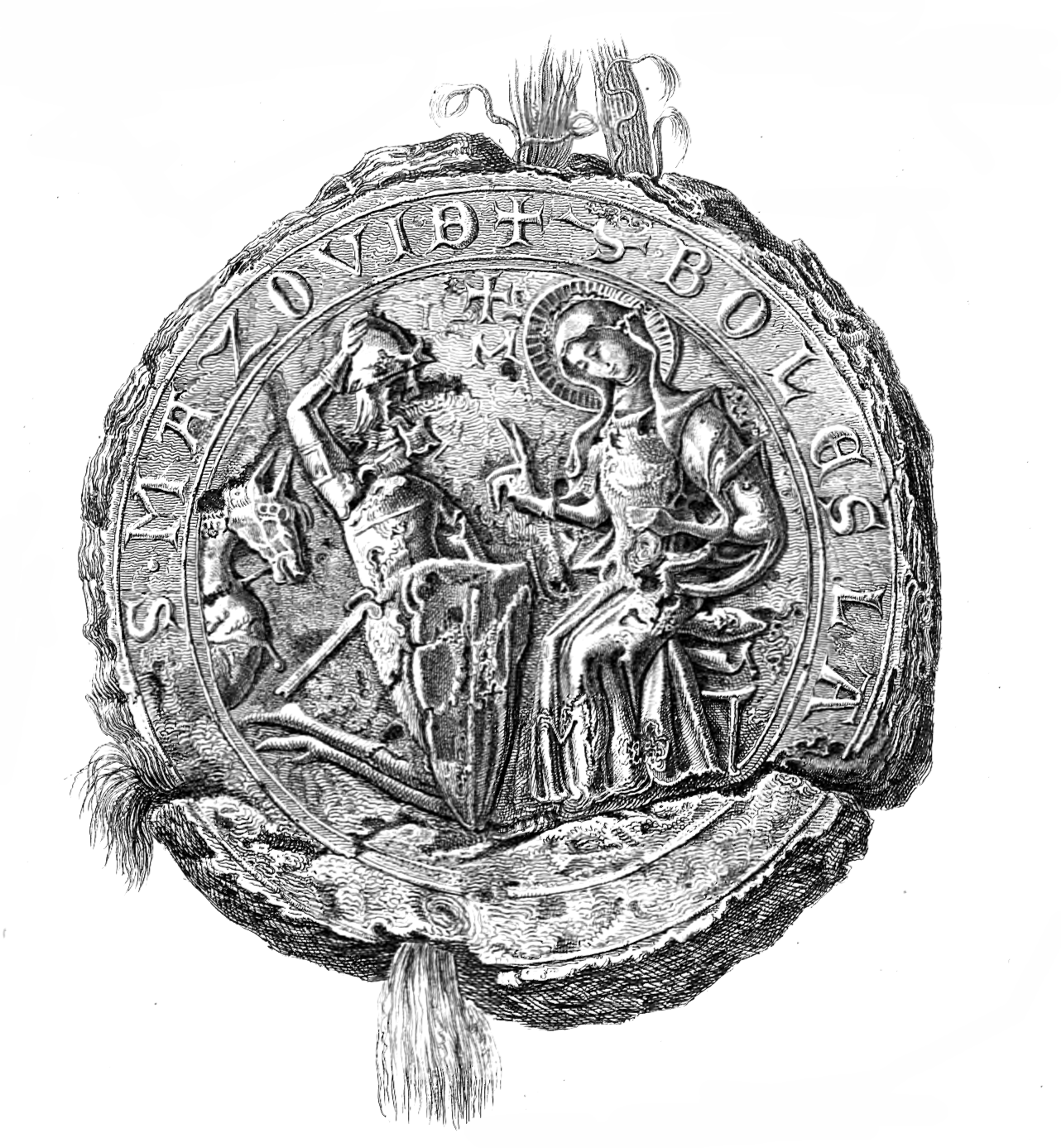
pieczęć Bolesława II

Bolesław II mazowiecki (płocki) (ur. po 1251, zm. 20 kwietnia 1313) – książę mazowiecki od 1262, do 1275 współrządy z bratem, od 1275 w wyniku podziału książę płocki, od 1294 w całości Mazowsza, w latach 1288–1289 w Sandomierzu, książę krakowski w 1288 oraz w 1289, w 1310 wydzielił synom dzielnice w Warszawie i Czersku.

## Narodziny i filiacja
Bolesław II był drugim pod względem starszeństwa synem księcia mazowieckiego Siemowita I i księżniczki halickiej Perejesławy. Nie wiadomo, kiedy się urodził, musiało to jednak nastąpić po 1251, skoro własną dzielnicę Siemowitowic otrzymał dopiero w 1275. O młodości Bolesława źródła milczą, wiadomo tylko, że w 1262 książę uniknął losu ojca – zamordowanego w Jazdowie podczas najazdu Litwinów i brata Konrada – porwanego na Litwę. Rządy regencyjne na czas małoletności przejęli wtedy matka władcy Perejesława i książę wielkopolski Bolesław Pobożny.
W 1275 w wyniku podziału Bolesław otrzymał zachodnią część Mazowsza ze stolicą w Płocku. Z dokonanego podziału książę nie był zadowolony, o czym świadczy długotrwały konflikt z Konradem, w związku z którym Bolesław nie wahał się sprowadzić nawet sprawców śmierci ojca Litwinów. Sojusz z Litwinami został umocniony w 1279 małżeństwem Bolesława z córką Trojdena Gaudemundą Zofią. Drugim wypróbowanym sojusznikiem księcia płockiego stał się książę kujawski Władysław Łokietek. Wojna toczona pomiędzy braćmi przez drugą połowę lat siedemdziesiątych i lata osiemdziesiąte XIII wieku nie przyniosła realnej korzyści żadnej ze stron powodując tylko zniszczenia znacznych części Mazowsza.

## Śmierć Leszka Czarnego i walka o panowanie nad Krakowem (1288-1289)
W dniu 30 września 1288 zmarł książę krakowski, sandomierski i sieradzki Leszek Czarny. Jako że władca ten nie pozostawił dziedzica, możni małopolscy w osobach biskupa krakowskiego Pawła z Przemankowa i kasztelana krakowskiego Sułka z rodu Toporów przywołali na tron Bolesława II płockiego.
Nie był to jednak jedyny kandydat, gdyż pretensje do tronu zgłosił również książę wrocławski Henryk IV Prawy (Probus). Początkowo wydawało się, że Małopolskę uda się opanować bez przeszkód, gdyż wojska Bolesława jeszcze w 1288 wkroczyły do Sandomierza i Krakowa. Jednak jeszcze w tym samym roku został wyparty z Krakowa przez wojska Henryka IV Probusa. Bramy miejskie przed nim otwarł cech rzemieślników, zaś wrota zamku wawelskiego – kasztelan krakowski, Sułek z Niedźwiedzia. Po opanowaniu Krakowa pod koniec 1288 r. Henryk IV Probus powrócił na Śląsk do Wrocławia. Bolesław II płocki zdołał utrzymać się w Sandomierzu. Na początku lutego 1289 r. książęta śląscy: Henryk III głogowski, Przemko ścinawski i Bolesław I opolski zorganizowali zbrojną wyprawę na Kraków celem ugruntowania władzy książęcej Henryka IV Probusa w Małopolsce. W tym czasie pokonany Bolesław II płocki, nadal dążący do odzyskania Krakowa, zmontował koalicję złożoną z Władysława Łokietka, księcia brzesko-kujawskiego i sieradzkiego, oraz Kazimierza II, księcia kujawskiego i łęczyckiego. Wsparcia udzielili również Konrad II czerski i posiłki ruskie. Bolesław II płocki zorganizował w ten sposób wyprawę zbrojną celem odbicia Krakowa. Wojska sojuszników Henryka IV Probusa wycofały się z Krakowa i 26 II 1289 r. pod Siewierzem zostały zaatakowane przez Bolesława II płockiego i jego sojuszników. Bitwa zakończyła się klęską książąt śląskich, w bitwie poległ Przemko ścinawski, a Bolesław I opolski dostał się do niewoli. Po bitwie Kraków został zajęty przez Bolesława II płockiego. Triumfujący Bolesław II płocki zawarł latem 1289 r. układ z bratem Konradem II czerskim, oddając mu w zamian za pomoc zbrojną i rezygnację z roszczeń do Krakowa, ziemię sandomierską. Krok ten wywołał oburzenie możnych małopolskich, którzy wymówili posłuszeństwo Bolesławowi II płockiemu i obwołali księciem krakowskim Władysława Łokietka. Ostatecznie Bolesław II płocki wycofał się na Mazowsze, zaś w sierpniu 1289 r. Henryk IV Probus wyparł Władysława Łokietka z Krakowa.
Jedynym widocznym profitem awantury małopolskiej było pogodzenie się Bolesława ze starszym bratem Konradem.

## Ostatnie lata panowania i zjednoczenie Mazowsza
W pierwszej połowie 1291 Bolesław w związku ze śmiercią żony, ożenił się po raz wtóry. Podobnie jak za pierwszym razem małżeństwo było na wskroś polityczne. Tym razem jego wybranką stała się siostra władcy czeskiego Wacława II, Kunegunda Czeska. Wybór takowy pozwolił obu stronom zabezpieczyć się przed wzajemnymi roszczeniami, zwłaszcza że Wacławowi udało się w 1291 opanować Kraków. Przez związek z królem czeskim Bolesław chciał wzmocnić swoją pozycję, nie wahał się więc, gdy w roku następnym przyszło mu wspomóc szwagra w rozprawie ze swoim dotychczasowym sprzymierzeńcem, Władysławem Łokietkiem, podczas oblężenia Sieradza.
Ostatecznie sojusz mazowiecko-czeski nie przetrwał próby czasu. 11 października 1294 zmarł książę czerski Konrad II zostawiając całość swojego dziedzictwa Bolesławowi. Wzmocniony w ten sposób książę zerwał poprawne dotąd stosunki z Czechami i nawiązał ponownie kontakty z Władysławem Łokietkiem. W 1295 prawdopodobnie uznał koronację władcy wielkopolskiego Przemysła II na króla polski, zaś w roku następnym wsparł władcę kujawskiego w jego wojnie z Henrykiem III Głogowczykiem o Wielkopolskę.
Nieprzyjazna polityka względem Czech ściągnęła w 1300 na Mazowsze wyprawę Wacława, która jednak poza zniszczeniem okolic Płocka nie zmusiła Bolesława do zmiany kursu politycznego, o czym świadczą fakt nieuznania koronacji Wacława na króla Polski i odesłanie w 1302 Kunegundy do Pragi.
Na początku XIV wieku założył gród w Warszawie, przyczyniając się do jej rozwoju kosztem pobliskiego Czerska.
Po 1305 starzejący się Bolesław nie wykazywał już większej aktywności politycznej. Wiadomo tylko, że w 1310 wydzielił dwóm starszym synom: Siemowitowi i Trojdenowi dzielnice w Warszawie i Czersku.
Bolesław II mazowiecki zmarł 20 kwietnia lub 24 kwietnia 1313 w Wyszogrodzie i został pochowany w katedrze płockiej.
Z pierwszą żoną Gaudemundą Zofią litewską doczekał się dwóch synów: Siemowita II i Trojdena I, oraz nieznanego imienia córkę, żonę Władysława legnickiego. Z drugą Kunegundą czeską – miał syna Wacława płockiego oraz córkę Eufrozynę, wydaną za mąż za Władysława I oświęcimskiego.

## Wywód przodków
| 4. Konrad I mazowiecki zm. 31 sierpnia 1247                            |  |                                          |  |  |                |
|                                                                        |  | 2. Siemowit I mazowiecki (ok. 1215–1262) |  |  |                |
| 5. Agafia Światosławówna zm. 1247                                      |  |                                          |  |  |                |
|                                                                        |  |                                          |  |  | 1. Bolesław II |
| 6. Daniel Halicki (1201–1264)                                          |  |                                          |  |  |                |
|                                                                        |  | 3. Perejesława Halicka (?–1283)          |  |  |                |
| 7. Anna Toropiecka zm. 1252, córka Mścisława Udałego księcia Nowogrodu |  |                                          |  |  |                |
|                                                                        |  |                                          |  |  |                |

## Literatura dodatkowa
- Bogdan Horodyski: Bolesław II. W: Polski Słownik Biograficzny. T. 2: Beyzym Jan – Brownsford Marja. Kraków: Polska Akademia Umiejętności – Skład Główny w Księgarniach Gebethnera i Wolffa, 1936, s. 267. Reprint: Zakład Narodowy im. Ossolińskich, Kraków 1989, ISBN 83-04-03291-0.